# Schlacht von Jaffa
Philomelion – Iconium – Akkon – Arsuf – Jaffa
Die Schlacht von Jaffa fand Anfang August 1192, während des Dritten Kreuzzugs statt. Damals schlug der englische König Richard Löwenherz das Heer Sultan Saladins vor Jaffa zurück und sicherte damit die Stadt für die Kreuzfahrer. Die Schlacht war die letzte Schlacht des Dritten Kreuzzuges, in deren Folge Saladin und Richard Verhandlungen über einen Waffenstillstand eingingen.

## Vorgeschichte
Am 7. September 1191 hatte das Heer des Dritten Kreuzzugs unter Führung Richards in der Schlacht von Arsuf das Heer Saladins in die Flucht geschlagen und am Folgetag die Hafenstadt Jaffa kampflos besetzt und deren Befestigungen, die Saladin zuvor zerstört hatte, wiederhergestellt. Jaffa war der Jerusalem am nächsten gelegene Mittelmeerhafen und sollte den Kreuzfahrern als Nachschubbasis für den weiteren Feldzug zur Eroberung Jerusalems dienen. Bis zum Dezember 1191 erzielten die Kreuzfahrer aber keinen entscheidenden Fortschritt bei der Sicherung der Nachschubwege bis ins Umland Jerusalems, so dass Richard den Angriff auf Jerusalem selbst zunächst aufgab und sporadische Verhandlungen mit Saladin aufnahm, ohne dass diese zu einem Ergebnis geführt hätten. Im Januar 1192 besetzte Richards Kreuzzugsheer die Stadt Askalon und ließ deren Befestigungsanlagen, welche Saladin zwischenzeitlich ebenfalls hatte zerstören lassen, wiederaufbauen. Der Frühling 1192 verstrich unter weiteren Verhandlungen und kleineren Scharmützeln zwischen den verfeindeten Parteien. Möglicherweise plante Richard einen Feldzug gegen Saladins Kernland Ägypten. Ebenfalls in dieser Zeit erhielt Richard erstmals Nachricht aus seiner Heimat, wo sein Bruder Johann die Königsmacht an sich riss und der französische König Philipp II. August Richards Lehen in Westfrankreich angriff. Bis zum Sommer 1192 wurde deutlich, dass Richard dringend in die Heimat zurückkehren musste, um seine Interessen zu verteidigen. Saladin war sich der Probleme Richards bewusst, doch hatte auch eigene Probleme. Seine Bevölkerung war kriegsmüde und die Kampfmoral seiner Truppen konnte er nur mühsam wahren.

## Belagerung von Jaffa
Ab dem 5. Juli 1192 begann Richard den Rückzug seines Heeres aus dem Heiligen Land. In der Einsicht, dass er Jerusalem im Falle einer schnellen Eroberung kaum verteidigen könne, zog er sein Hauptheer aus den umkämpften Gebieten zurück. Bald nach dem Abzug des Hauptheeres der Kreuzfahrer rückte Saladin mit seinen Truppen gegen die nun entblößten Regionen vor und begann am 27. Juli die für die Kreuzfahrer strategisch wichtige Stadt Jaffa zu belagern.
Saladins Truppen unterminierten die Stadtmauer und Belagerungsmaschinen beschossen diese mit großen Steinen. Die Garnison von Jaffa wehrte sich tapfer, grub Gegenminen und erwiderte den Beschuss. Als schließlich eine Bresche geschlagen war, schlossen die Verteidiger diese, in dem sie sich dahinter zu einem massiven Schildwall formierten. Die Truppen Saladins kämpften hingegen halbherzig und nur die Aussicht auf Beute hielt ihre Motivation zum Kampf aufrecht. Am Freitag, dem 30. Juli 1192 boten die Verteidiger schließlich Verhandlungen über ihre Kapitulation an. Saladin akzeptierte ein Lösegeld, gegen das alle Christen in der Stadt freien Abzug mitsamt ihrem beweglichen Vermögen erhalten sollten. Saladin konnte seine Truppen jedoch nicht zurückhalten, als diese vereinbarungswidrig in die Stadt eindrangen. Die Verteidiger flohen in die Zitadelle der Stadt, wo sie sich verschanzten, während die türkischen und kurdischen Kontingente Saladins die Stadt plünderten. Der empörte Sultan ließ daraufhin die Stadttore von seiner Mamluken-Garde abriegeln und den Plünderern ihre Beute abnehmen.
Richard befand sich mit seinem Hauptheer in Akkon, als er am 29. Juli Nachricht vom Angriff Saladins auf Jaffa erhielt. Sogleich stellte er eine relativ kleine Truppe zusammen, mit der er die ihm verfügbaren Galeeren bestieg und sich eilig nach Jaffa einschiffte. Sein Hauptheer, unter Kommando des Grafen Heinrich II. von Champagne, folgte auf dem Landweg.

## Schlacht von Jaffa
Als Richard vor der Küste von Jaffa eintraf, sah er muslimische Banner auf den Stadtmauern wehen und glaubte fälschlich, die Stadt sei gefallen. Erst ein Verteidiger, der zu Richards Schiffen hinausschwamm, informierte ihn, dass die Zitadelle von Jaffa noch standhielt. Mit der für ihn typischen Sorglosigkeit, ließ sich Richard so nah wie möglich ans Ufer heranbringen, wo er ins Wasser sprang und mit seinen Männern an die Küste watete, um Saladins Truppen am Strand zur Schlacht zu stellen. Unterstützt von einem Ausfall der Verteidiger der Zitadelle trieben sie die Truppen Saladins aus der Stadt, wobei diese erhebliche Verluste erlitten.
Richard begann nun hastig die Stadtmauern zu reparieren, was Priorität vor der Entfernung der Leichen aus der Stadt hatte. Da in der Stadt noch zahlreiche Leichen lagen, zogen Richard und seine Männer es vor, ihr Nachtlager vor den Toren der Stadt aufzuschlagen. Inzwischen war Heinrich von Champagne mit wenigen Männern auf dem Seeweg eingetroffen, er war dem Hauptheer vorausgeeilt, das bei Caesarea auf ein muslimisches Heer gestoßen und am schnellen Weitermarsch gehindert war. Von diesen Männern abgesehen, hatte er nur die Truppe bei sich, mit der er sich eingeschifft hatte – vielleicht 50 Ritter (mit üblichem Infanteriegefolge) und einige hundert Armbrustschützen. Da die Ritter keine Pferde mitgeführt hatten, kämpften sie alle als Fußsoldaten.
Als Saladin von den Umständen erfuhr, entschied er einen Überraschungsangriff zu wagen, um Richard gefangen zu nehmen. Am 4. August 1192, nach Einbruch der Dunkelheit, griff eine Abteilung von Saladins Kavallerie das Lager Richards an. Ihr Vorstoß war aber rechtzeitig bemerkt worden und Richard ließ seine kleine Truppe in Schlachtformation aufstellen. Neben jedem zweiten abgesessenen Ritter oder Fußsoldaten wurde ein Armbrustschütze positioniert. Als Saladins Truppen ein weiteres Mal die geschlossene Gefechtsformation Richards sahen, verloren sie jeden Kampfesmut. Die Mamluken-Garde führte einige wenige Attacken auf die Kreuzfahrer aus und erlitt schwere Verluste durch den Armbrustbeschuss. Der Rest der Truppen verweigerte schlicht den Angriff unter Hinweis auf die ihm vorenthaltene Beute aus der Plünderung von Jaffa. Saladin musste sich schließlich zurückziehen.

## Folgen
Die Schlacht von Jaffa war das letzte nennenswerte Gefecht des Dritten Kreuzzuges, in dessen Folge Saladin und Richard konstruktive Verhandlungen über einen Waffenstillstand eingingen. Am 2. September 1192 schlossen sie einen Waffenstillstandsvertrag über drei Jahre, womit der Dritte Kreuzzug beendet war. Darin wurde Askalon an Saladin abgetreten, der Küstenstreifen von Jaffa bis Tyrus blieb im Besitz der Kreuzfahrer.

## Trivia
Späteren Legenden nach schickte Saladin, als er Richard zu Fuß kämpfen sah, ihm zwei Pferde aus seinen Ställen, damit dieser standesgemäß kämpfen könne. Diese Geste wurde als besonderes Zeichen der gegenseitigen Wertschätzung und Ritterlichkeit verstanden.